# Fleckenmusang
Der Fleckenmusang (Paradoxurus hermaphroditus) ist eine in Süd- und Südostasien verbreitete Schleichkatzenart aus der Gattung der Musangs.

## Beschreibung
Das raue, dicke Fell des Fleckenmusangs hat eine graue Grundfärbung. Am Rücken haben sie schwarze Längsstreifen und an den Schultern und Seiten schwarze, längsgereihte Flecken. Die Füße, Ohren und die Schnauze sind ebenfalls schwarz gefärbt, das Gesicht trägt eine schwarz-weiße, waschbärähnliche Maskenzeichnung. Das Artepitheton hermaphroditus im wissenschaftlichen Namen des Fleckenmusangs rührt von den hodenähnlichen Duftdrüsen her, die beide Geschlechter unterhalb des Schwanzes haben. Fleckenmusangs erreichen eine Kopfrumpflänge von 48 bis 59 Zentimeter, der einfarbig schwarze Schwanz wird 44 bis 54 Zentimeter lang. Ihr Gewicht beträgt rund 2,5 bis 4 Kilogramm.

## Verbreitung und Lebensraum

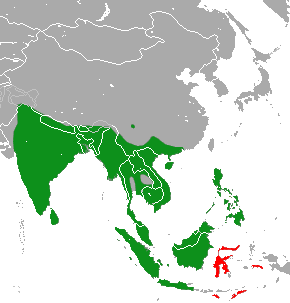
Verbreitungsgebiet von Paradoxurus hermaphroditus, P. musangus und P. philippinensis, natürlich (grün), eingeführt (rot)

Der Lebensraum der Fleckenmusangs ist vorwiegend Tropischer Regenwald.
Der Fleckenmusang ist in weiten Teilen Süd- und Südostasiens beheimatet, sein Verbreitungsgebiet umfasst Indien und Sri Lanka, das südliche China einschließlich der Insel Hainan, Vietnam, Laos und Thailand. Die Musang-Art in Myanmar, Thailand, Kambodscha, teilweise aus Vietnam, Malaya, Sumatra, Java, Nias, Bangka, Flores, Bali und Roti, die man früher zu den Fleckenmusangs zählte, werden nun als eigene Art Paradoxurus musangus angesehen. Musangs auf den Philippinen, Borneo und den Mentawai-Inseln ordnet man nun der Spezies Paradoxurus philippinensis zu. Auf die Inseln östlich von Java und Borneo kamen Musangs in vorgeschichtlicher Zeit durch den Menschen und breiteten sich dort aus. Zu welcher der Spezies die Musangs auf Sulawesi, Timor und anderen Inseln des Malaiischen Archipels gehören, wurde noch nicht erforscht.

## Lebensweise

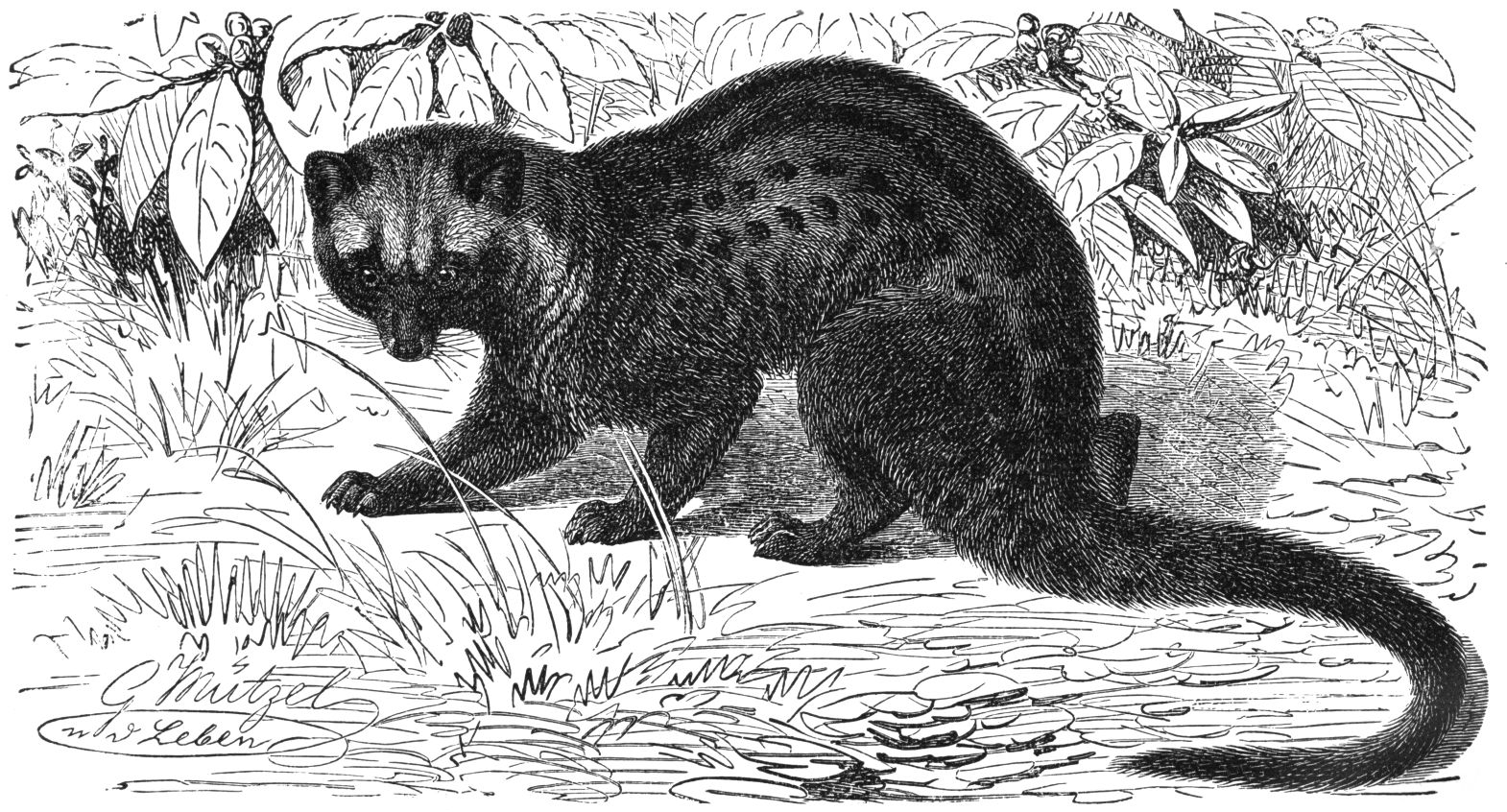
Fleckenmusang (Paradoxurus hermaphroditus)

Wie die meisten Schleichkatzen ist der Fleckenmusang ein reines Nachttier. Er ist in erster Linie Baumbewohner und kann gut klettern. Den Tag verschläft er in Asthöhlen und hohlen Stämmen. Er lebt außerhalb der Paarungszeit einzelgängerisch.
Mancherorts haben sich Fleckenmusangs zu Kulturfolgern entwickelt und leben nun in Dörfern, wo sie Dachböden und Ställe bezogen haben. Als Verursacher nächtlichen Lärms sind sie in Südostasien ähnlich unbeliebt wie in Europa der Steinmarder. Außerdem sollen Musangs Schaden anrichten, wenn sie in Kaffeeplantagen eindringen.
Als Allesfresser sucht er nachts sowohl nach Früchten als auch nach Insekten, Würmern und Vogeleiern. Mit Glück erbeutet er auch einen Vogel oder ein Hörnchen.
Nach rund 60-tägiger Tragzeit bringt das Weibchen in einer Baumhöhle zwei bis fünf Jungtiere zur Welt. Diese werden nach rund 11 bis 12 Monaten entwöhnt. Das höchste bekannte Lebensalter eines Tieres in Gefangenschaft betrug über 25 Jahre.

## Nutzung
Der Fleckenmusang wird in Südchina zum menschlichen Verzehr teils als Bushmeat bejagt. Indische Stämme jagen ihn ebenfalls zum Verzehr.
Der Fleckenmusang wird bisher nicht als bedrohte Art gelistet. Dennoch setzen ihm Wildfänge zur industrialisierten Luwak-Kaffeeherstellung (Kopi Luwak) zu. Die Tiere werden in kargen Gitterkäfigen gehalten (ähnlich der Batteriehühnerhaltung) und überwiegend mit Kaffeebeeren gefüttert, was zu Mangelernährung, Stressverhalten und erheblicher Sterberate führt.